# Lernaea
 (janvier 2021).
Si vous disposez d'ouvrages ou d'articles de référence ou si vous connaissez des sites web de qualité traitant du thème abordé ici, merci de compléter l'article en donnant les références utiles à sa vérifiabilité et en les liant à la section « Notes et références ».

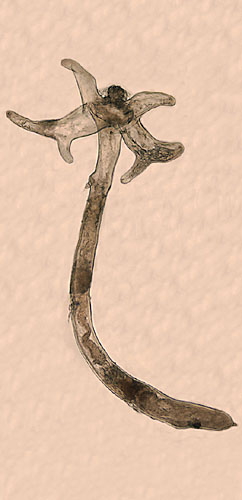
Lernaea cyprinacea

Lernaea, également appelé vers d'ancrage, est un genre de crustacés appartenant à la sous-classe des copépodas. Ces parasites mesurant 3 à 4 mm s'attaquent majoritairement aux poissons d'eau douce et provoquent la lernéose. Les infestations de Lernaea sont fréquentes en été et se produisent dans les eaux stagnantes.  
Ces parasites se reproduisent lors du dernier stade de leur croissance (copépodide). Après l’accouplement, la femelle s'enfonce sous l'écaille d'un poisson et se transforme en une forme non-segmentée, semblable à un ver. Les seules parties visibles seront les sacs d'œufs situés à son extrémité postérieure.  

## Diagnostic
Les symptômes d'un vers d'ancrage peuvent être les suivants : 
- Présence de vers blanchâtres ou verts près des plaies.
- Rougeur localisée.
- Inflammation sur le corps du poisson.
- Difficultés respiratoires.
- État léthargique général.

## Traitement
Il existe plusieurs traitements contre les vers d'ancrage. Le permanganate de sodium est considéré comme le plus efficace. D'autres traitements tel que le sel, le formaldéhyde ou des anti-parasites peuvent aider. Une à deux cuillères à table de sel dans l'aquarium peuvent également prévenir des infections secondaires.  
Le retrait manuel du parasite à l'aide d'une pince est l'un des moyens les plus sûrs de soigner le poisson infecté, tout en veillant à ne pas laisser la tête du Lernaea. Parfois, le parasite peut s'enfoncer si profondément que l'extraire cause plus de traumatismes que de le laisser en traitant l'hôte.

## Les poissons concernés
Les poissons parasités sont très majoritairement des poissons d'eau douce, du fait de l'intolérance au sel du parasite. Certains poissons sont néanmoins plus ciblés que d'autres :
- Le Guppy : poissons fragiles.
- La Carpe : vivant dans la vase, elles sont plus facilement exposées aux vers.
- Le Brochet.
- Le Poisson rouge.